# サボー・フェレンツ
サボー・フェレンツ（ハンガリー語: Szabó Ferenc, 1902年12月27日 - 1969年11月4日）は、ハンガリーの作曲家。

## 経歴
1902年、ブダペストで生まれた。リスト音楽院でヴェイネル・レオーとコダーイ・ゾルターンに師事した。
共産主義者であったため、1932年にソビエト連邦に亡命。ソ連時代はロシア民族楽器オーケストラのための作品を手掛けた。第二次世界大戦時は赤軍に志願して、中尉としてブダペスト攻略作戦に参加した。1945年からリスト音楽院の教授となり、1957年から1967年まで学長を務めた。

## 作曲作品
作品には2つの管弦楽組曲、室内管弦楽組曲、室内楽曲、カンタータ、オラトリオ、歌曲、映画音楽などがある。

## 文献
- János Maróthy. The New Grove Dictionary of Opera, edited by Stanley Sadie (1992),  ISBN 0-333-73432-7 and ISBN 1-56159-228-5